# Shimson Kleuger
Shimson Kleuger (également Szymon Klieger ou Szymon Klüger) (du 19 janvier 1925 au 26 mai 2000) était le dernier juif à vivre dans la ville d'Oświęcim (allemand: Auschwitz) en Pologne. Il est devenu connu sous le nom de "Le dernier juif d'Auschwitz".

## Enfance et famille
Kleuger venait d'une famille juive hassidique qui vivait à Oświęcim. Il est le fils de Symcha Kluger et de Frumet Fryda Kluger. La famille avait une petite maison qui était adjacente à la synagogue d'Oświęcim. La maison appartenait à l'origine au grand-père de Shimson, Bernard Teichman, et à sa fille, Frymet. Ils l'ont acheté en 1928. Bernard Teichman était dans le négoce de marchandises sèches à Oświęcim. Il possédait également un magasin d'articles d'occasion à Bytom. Le père de Shimson, Symcha, était un melamed, ou enseignant religieux – l'un des huit enseignants religieux d'Oświęcim.

## La Seconde Guerre mondiale
En 1939, lorsque la Seconde Guerre mondiale éclata, Szymon avait 14 ans. Il a assisté à la liquidation progressive de la communauté juive d'Oświęcim et a probablement vu les nazis incendier et détruire la Grande Synagogue en septembre 1939. En 1941, probablement avec une partie de sa famille, il se retrouve dans le ghetto de Będzin (Bendsburg). Lors de la liquidation du ghetto, il est d'abord envoyé au camp de Blechhammer (sous-camp d'Auschwitz-Birkenau à Kędzierzyn-Koźle), puis aux camps de Buchenwald et Gross Rosen.

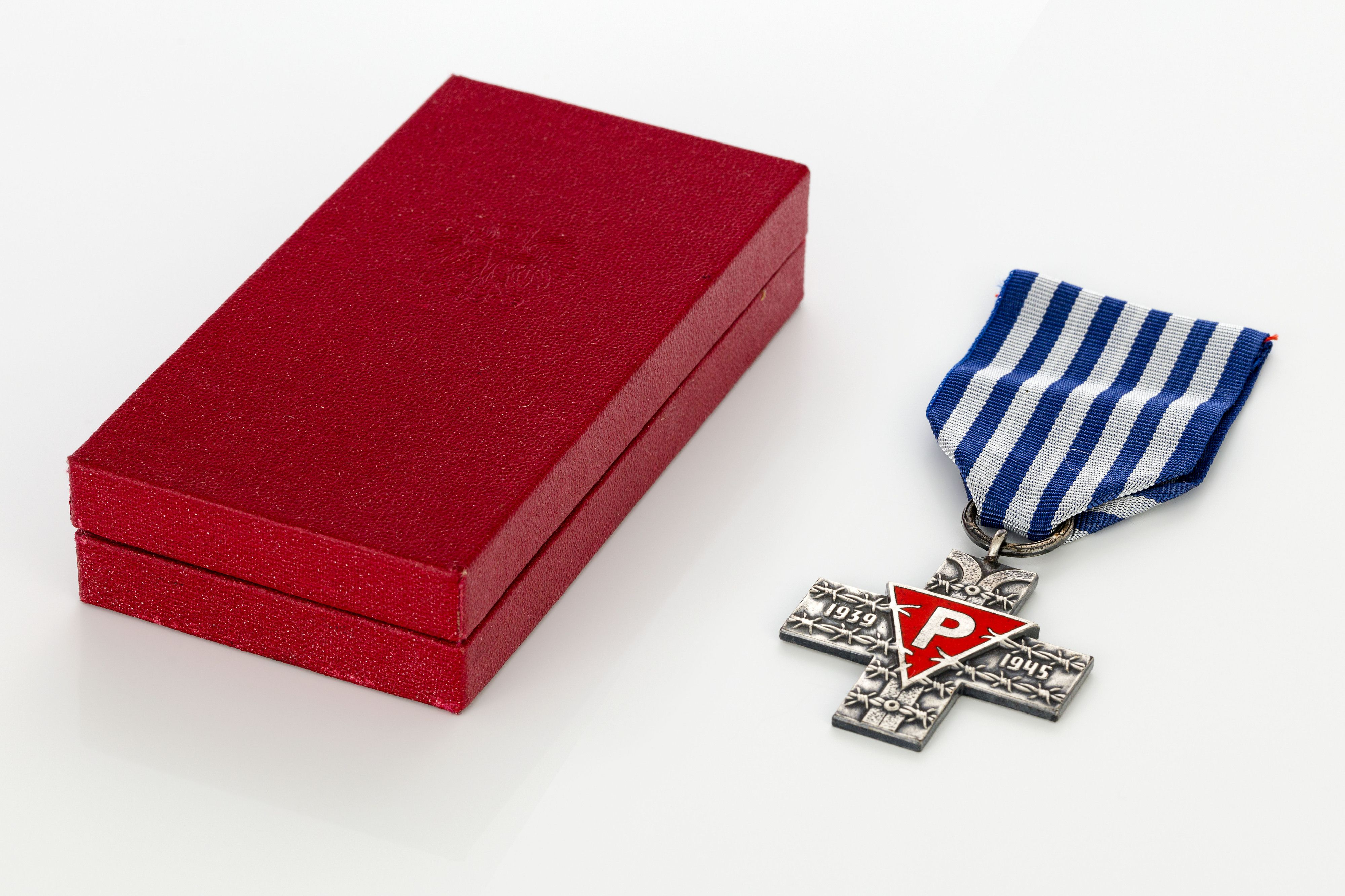
La Croix d'Auschwitz de Kleuger

Bien qu'on ne sache pas où il a été interné, le rabbin qui l'a préparé pour l'enterrement a confirmé qu'il avait un numéro utilisé pour l'identification des détenus dans les camps de concentration allemands sur son bras: "Je ne peux pas dire que cela veut dire qu'il était à Auschwitz, mais il était dans l'un des camps, c'est sûr".
Sur les neuf frères et sœurs Kleuger, seuls trois ont survécu à l'Holocauste (Mojżesz et Bronia). Après la libération de son camp, Shimson Kleuger s'est rendu en Suède. Mojżesz et Bronia ont émigré aux États-Unis. En 1962, malgré les protestations de sa famille, il retourne à Oświęcim et habite au rez-de-chaussée de la maison familiale (à l'époque 287 rue Podzamcze, aujourd'hui : 2 ks. Place Jana Skarbka). Il a trouvé un emploi dans l'usine chimique d'Oświęcim (Synthos).

## Vie tardive à Oświęcim
En 1962, malgré les protestations de sa famille, il retourne à Oświęcim et habite au rez-de-chaussée de la maison familiale (à l'époque 287 rue Podzamcze, aujourd'hui : 2 ks. Place Jana Skarbka). À son retour, il a découvert que tous les autres Juifs survivants étaient partis pour l'Amérique ou Israël. Klueger a élu domicile dans sa maison familiale. Il a trouvé un emploi dans l'usine chimique d'Oświęcim (aujourd'hui Synthos).
Kleuger s'est installé dans l'ancienne maison de ses parents dans la rue Podzamcze et a travaillé dans une usine de produits chimiques, jusqu'à ce qu'il cesse de se présenter au travail de manière inattendue. Kleuger a peut-être souffert des effets psychologiques du traumatisme de trois camps de concentration nazis. Il commença à s'enfermer dans la maison, qui tombait de plus en plus en ruine. Au fil du temps, Kleuger a complètement cessé de sortir.
Kleuger ne quittait sa maison que le vendredi pour allumer des bougies du sabbat près du mur de la synagogue Lomdei Mishnayot, qui avait été utilisée comme entrepôt de tapis. Kleuger avait l'intention de restaurer la synagogue et aux quelques personnes avec qui il avait parlé, il dit qu'il se croyait le gardien de la synagogue. La rénovation de la synagogue a finalement été possible grâce à l'initiative du Centre juif d'Auschwitz. Aujourd'hui, la maison de Kleuger fait partie d'un musée consacré non pas à l'Holocauste, mais à la vie des Juifs d'Oświęcim. Dans l'ancienne maison de Szymon Kluger, un café moderne a été aménagé.

## Mort et enterrement

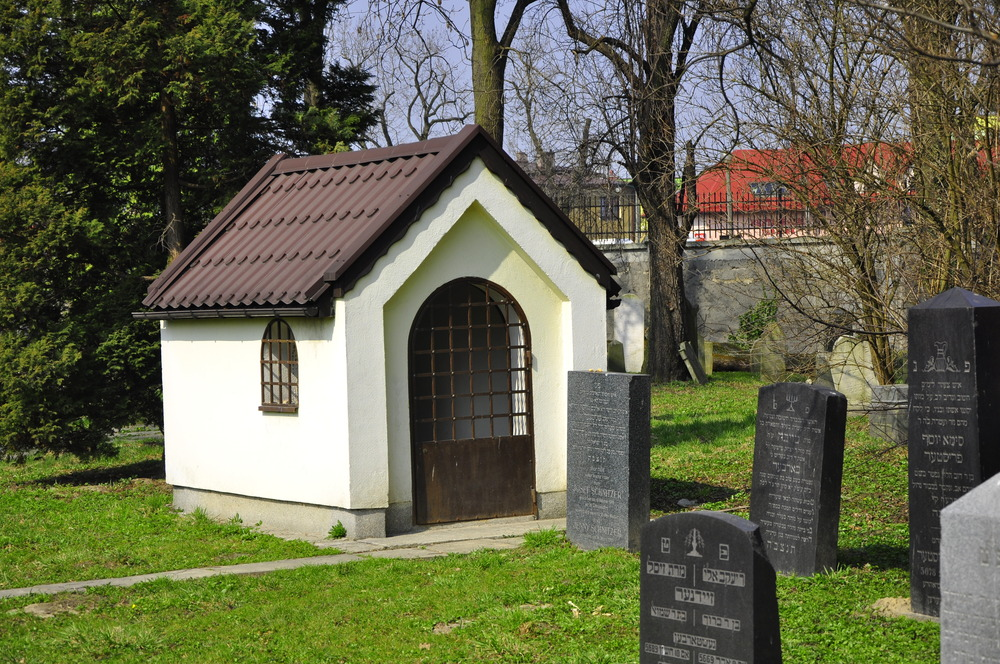
Ohel de Szymon Klüger dans le cimetière juif de la ville d'Oświęcim

Shimson Klueger est décédé en mai 2000, trois mois avant l'achèvement de la rénovation de la synagogue Oświęcim. Il n'y avait plus de Juifs à Oświęcim pour le préparer correctement à l'enterrement (la loi juive prescrit un lavage rituel avant l'enterrement). Le rabbin le plus proche, le rabbin Sacha Pecaric de Cracovie, a été convoqué. Il s'est rendu à la morgue d'Auschwitz pour effectuer la cérémonie de taharah. Un minyan, un quorum de 10 hommes de plus de 13 ans, était également requis - un bus rempli d'étudiants juifs américains a accepté d'assister aux funérailles pour compenser ce nombre. Kleuger était la dernière personne enterrée dans l'ancien cimetière juif d'Oświęcim qui avait été restauré après la guerre.

## Maison Kleuger

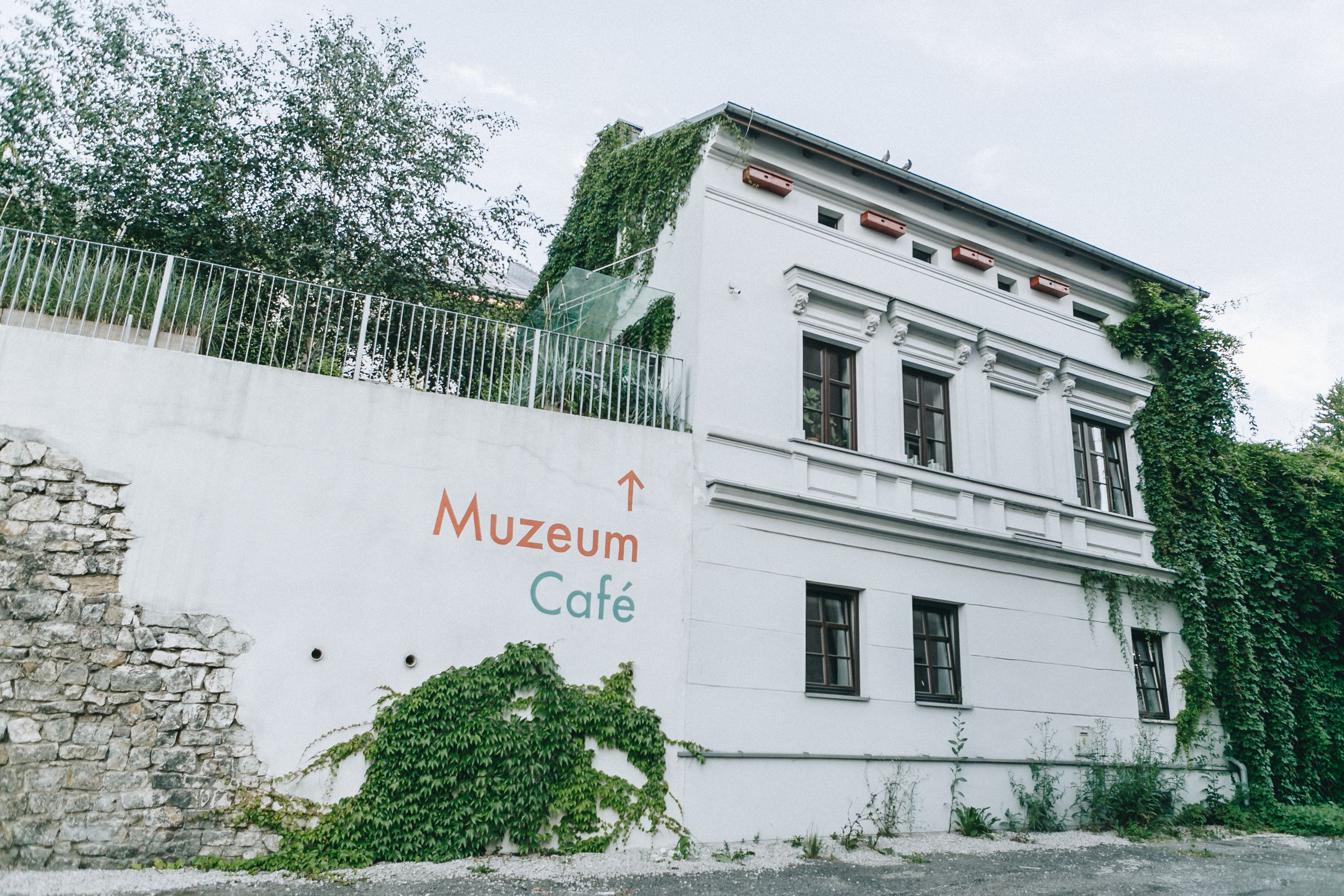
Maison Kleuger

Après la mort de Shimson Kleuger, ses frères et sœurs, Moshe et Bronia, ont fait don de la maison au Centre juif d'Auschwitz, qui gère également la synagogue Oświęcim et le musée juif adjacent. La maison a été convertie en un café appelé Cafe Bergson à l'aide d'une campagne Kickstarter en 2014. L'AJC a effectué des travaux de rénovation et a transformé la maison en café du musée Cafe Bergson, ainsi qu'un espace éducatif et d'exposition. La porte d'entrée d'origine avec une marque de mezouza a été conservée et les éléments historiques du bâtiment à l'intérieur ont été exposés.
Au Café Bergson, des projets culturels et éducatifs sont organisés : les visiteurs découvrent le passé d'Oświęcim et des sujets contemporains tels que les droits de l'homme et l'environnement naturel. La Maison Kleuger est située au Pl. ks. J. Skarbka 5, 32-600 Oświęcim. Le café accueille également des événements culturels. Il est ouvert tous les jours de 11h à 19h.